# チョボト・ケヴィン
チョボト・ケヴィン（Csoboth Kevin 、2000年6月20日 - ）は、ハンガリー・ペーチ出身のプロサッカー選手。ウーイペシュトFC所属。ポジションは、フォワード。

## 代表経歴
2023年3月23日、エストニア代表との親善試合でハンガリー代表での初キャップを記録した。2024年6月24日、ユーロ2024、スコットランド戦にて、途中出場し、後半アディショナルタイムに先制点を決め、代表初ゴールを決めた。
UEFA EURO 2024に選出

## 個人成績

### クラブ
2019年2月16日現在
| クラブ      | シーズン | リーグ     | リーグ | リーグ | カップ | カップ | その他 | その他 | 合計 | 合計 |
| クラブ      | シーズン | リーグ     | 出場   | 得点   | 出場   | 得点   | 出場   | 得点   | 出場 | 得点 |
| ----------- | -------- | ---------- | ------ | ------ | ------ | ------ | ------ | ------ | ---- | ---- |
| ベンフィカB | 2018-19  | リーガプロ | 1      | 0      | —      | —      | —      | —      | 1    | 0    |
| 通算        | 通算     | 通算       | 1      | 0      | 0      | 0      | 0      | 0      | 1    | 0    |